# مسلم فیروزآبادی
مسلم فیروزآبادی (انگلیسی: Moslem Firoozabadi؛ زاده شهرستان سیرجان ) یک بازیکن فوتبال اهل ایران است.